# Puig d'en Rovira (Querol)
La Puig d'en Rovira és una muntanya de 904 metres que es troba al municipi de Querol, a la comarca de l'Alt Camp.
El coll de Montagut el separa del cim de Montagut.